# Eccellenza Calabria 2016-2017
Nella stagione 2016-2017 l'Eccellenza è il quinto livello del calcio italiano (il massimo livello regionale).
La squadra detentrice del titolo è il Sersale, promossa in Serie D.

## Novità
Rispetto alla precedente stagione, nel massimo campionato regionale, spicca senza dubbio la Vigor Lamezia, retrocessa dalla serie D. Il Corigliano e il Locri tornano dopo aver vinto i rispettivi campionati di promozione, la Luzzese che per la prima volta nella sua storia disputa il massimo campionato regionale dopo aver vinto i play Off di Promozione e il Siderno, ripescata per la promozione in Serie D del Castrovillari.
La provincia più rappresentata è quella di Cosenza con 7 squadre. Segue la provincia di Reggio Calabria con 5, mentre le province di Catanzaro e Crotone sono rappresentate da 2 squadre. Nessuna squadra dal Vibonese.

## Formula
La formula del campionato prevede la promozione diretta in Serie D per la squadra che giunge in prima posizione in campionato, con play-off tra le squadre comprese tra la seconda e la quinta posizione per l'accesso agli spareggi nazionali. Lo schema prevede semifinali in partita unica tra la seconda e la quinta e tra la terza e la quarta classificata da disputarsi in casa della squadra con la miglior posizione tra le due; in caso di distanza in classifica superiore ai nove punti tra le due contendenti la semifinale non si disputa e la squadra meglio classificata accede alla finale; questa si terrà in campo neutro tra le due squadre qualificate, e la vincente accederà agli spareggi interregionali per la promozione in Serie D.
I play-off regionali non verranno disputati qualora la seconda classificata abbia più di nove punti di vantaggio sulla terza, accedendo così direttamente alla fase nazionale.
Le retrocessioni nel campionato di Promozione dipendono dai risultati derivanti dalla Serie D,possono essere da tre a cinque; la squadra in diciottesima posizione retrocede direttamente, mentre le società tra la quattordicesima e la diciassettesima posizione disputano i play-out con una griglia speculare a quella dei play-off (14ª-17ª e 15ª-16ª), in partita secca in casa della meglio classificata, le due sconfitte retrocedono anch'esse di categoria. Nel caso di un divario in classifica tra le due contendenti di almeno dieci punti il play-out in questione non si disputa e si ha la retrocessione diretta della peggior classificata.

## Squadre partecipanti
| Club               | Città                                           | Stadio                        |
| ------------------ | ----------------------------------------------- | ----------------------------- |
| Acri               | Acri (CS)                                       | Stadio Pasquale Castrovillari |
| Locri              | Locri (RC)                                      | Stadio Città di Locri         |
| Corigliano         | Corigliano Calabro (CS)                         | Stadio Città di Corigliano    |
| Cittanovese        | Cittanova (RC)                                  | Stadio Comunale Santa Maria   |
| Luzzese calcio     | Luzzi (CS)                                      | Stadio Comunale San Francesco |
| Cutro              | Cutro (KR)                                      | Stadio Comunale di Cutro      |
| Gallico Catona     | Gallico e Catona (quartieri di Reggio Calabria) | Stadio Giuseppe Lopresti      |
| Isola Capo Rizzuto | Isola Capo Rizzuto (KR)                         | Stadio Sant'Antonio           |
| Paolana            | Paola (CS)                                      | Stadio Eugenio Tarsitano      |
| Reggiomediterranea | Reggio Calabria                                 | Stadio Parco Longhi Bovetto   |
| Roggiano           | Roggiano Gravina (CS)                           | Stadio Ernesto Termine        |
| Sambiase           | Lamezia Terme (CZ)                              | Stadio Gianni Renda           |
| Scalea             | Scalea (CS)                                     | Stadio Domenico Longobucco    |
| Siderno            | Siderno (RC)                                    | Stadio Filippo Raciti         |
| Vigor Lamezia      | Lamezia Terme (CZ)                              | Stadio Guido D'Ippolito       |
| Trebisacce         | Trebisacce (CS)                                 | Stadio Giuseppe Amerise       |

## Classifica
|  | Pos. | Squadra            | Pt | G  | V  | N  | P  | GF | GS | DR  |
|  | ---- | ------------------ | -- | -- | -- | -- | -- | -- | -- | --- |
|  | 1.   | Isola Capo Rizzuto | 75 | 30 | 24 | 3  | 3  | 65 | 17 | +48 |
|  | 2.   | Cittanovese        | 70 | 30 | 22 | 4  | 4  | 76 | 31 | +45 |
|  | 3.   | Vigor Lamezia (-2) | 47 | 30 | 14 | 7  | 9  | 44 | 31 | +13 |
|  | 4.   | Trebisacce         | 44 | 30 | 13 | 5  | 12 | 49 | 51 | -2  |
|  | 5.   | Acri               | 41 | 30 | 11 | 8  | 11 | 39 | 36 | +3  |
|  | 6.   | Scalea             | 41 | 30 | 10 | 11 | 9  | 39 | 40 | -1  |
|  | 7.   | Paolana            | 38 | 30 | 10 | 8  | 12 | 42 | 51 | -9  |
|  | 8.   | Siderno            | 37 | 30 | 9  | 10 | 11 | 38 | 43 | -5  |
|  | 9.   | Luzzese            | 37 | 30 | 9  | 10 | 11 | 38 | 46 | -8  |
|  | 10.  | Locri              | 37 | 30 | 10 | 7  | 13 | 35 | 43 | -8  |
|  | 11.  | Gallico Catona     | 36 | 30 | 11 | 3  | 16 | 39 | 52 | -13 |
|  | 12.  | Reggiomediterranea | 35 | 30 | 10 | 5  | 15 | 28 | 36 | -8  |
|  | 13.  | Corigliano         | 35 | 30 | 10 | 5  | 15 | 33 | 43 | -10 |
|  | 14.  | Sambiase (-6)      | 33 | 30 | 10 | 9  | 11 | 44 | 37 | +7  |
|  | 15.  | Cutro              | 33 | 30 | 10 | 3  | 17 | 30 | 47 | -17 |
|  | 16.  | Roggiano (-1)      | 20 | 30 | 5  | 6  | 19 | 31 | 66 | -35 |

Legenda

      Promossa in Serie D 2017-2018.
      Ammessa ai play-off nazionali.
 Partecipa ai play-off o ai play-out.
      Retrocessa in Promozione 2017-2018.
Note:
Tre punti a vittoria, uno a pareggio, zero a sconfitta.
Sanzioni:
Sambiase: 6 punti di penalizzazione per l'inchiesta Dirty Soccer 3bis.
Vigor Lamezia: 2 punti di penalizzazione per l'inchiesta Dirty Soccer 3.
Roggiano: 1 punto di penalizzazione.

## Risultati

### Tabellone
|                    | Acr  | Cit  | Cor  | Cut  | Gal  | Iso  | Loc  | Luz  | Pao  | Reg  | Rog  | Sam  | Sca  | Sid  | Tre  | Vig  |
| ------------------ | ---- | ---- | ---- | ---- | ---- | ---- | ---- | ---- | ---- | ---- | ---- | ---- | ---- | ---- | ---- | ---- |
| Acri               | –––– | 2-1  | 3-1  | 1-2  | 2-0  | 0-1  | 2-1  | 0-1  | 0-0  | 1-0  | 1-1  | 0-1  | 2-2  | 4-0  | 0-0  | 3-0  |
| Cittanovese        | 3-2  | –––– | 2-1  | 2-0  | 5-1  | 1-1  | 2-1  | 2-0  | 5-1  | 3-2  | 5-0  | 3-1  | 3-0  | 3-3  | 2-1  | 1-0  |
| Corigliano         | 3-0  | 0-2  | –––– | 2-0  | 1-0  | 2-0  | 0-2  | 2-1  | 2-1  | 1-0  | 2-1  | 0-0  | 1-3  | 0-0  | 0-1  | 0-2  |
| Cutro              | 0-0  | 1-4  | 1-0  | –––– | 1-2  | 0-3  | 3-1  | 0-2  | 3-2  | 0-3  | 3-0  | 2-1  | 0-1  | 2-1  | 1-2  | 0-2  |
| Gallico Catona     | 1-4  | 1-4  | 1-2  | 1-2  | –––– | 2-0  | 2-1  | 1-1  | 1-1  | 3-0  | 1-0  | 4-3  | 1-1  | 1-0  | 3-2  | 1-3  |
| Isola capo Rizzuto | 2-2  | 1-0  | 2-0  | 3-0  | 1-0  | –––– | 4-1  | 3-0  | 3-0  | 3-0  | 3-0  | 2-1  | 4-1  | 4-0  | 2-1  | 2-0  |
| Locri              | 2-0  | 0-3  | 2-0  | 2-0  | 2-1  | 0-4  | –––– | 1-1  | 0-2  | 2-1  | 4-0  | 2-1  | 2-1  | 0-0  | 3-3  | 1-0  |
| Luzzese            | 1-1  | 1-3  | 3-3  | 1-2  | 2-1  | 1-2  | 1-1  | –––– | 0-3  | 1-1  | 0-1  | 0-0  | 2-1  | 0-1  | 2-1  | 0-2  |
| Paolana            | 0-4  | 2-2  | 1-2  | 2-1  | 2-0  | 3-4  | 1-0  | 1-2  | –––– | 1-0  | 2-1  | 2-2  | 1-1  | 0-0  | 1-4  | 1-1  |
| Reggiomediterranea | 2-1  | 1-2  | 1-0  | 0-0  | 0-1  | 0-0  | 1-0  | 2-2  | 0-1  | –––– | 2-1  | 1-0  | 2-0  | 2-1  | 2-0  | 0-1  |
| Roggiano           | 1-1  | 0-4  | 1-2  | 2-0  | 5-0  | 0-1  | 2-2  | 1-2  | 1-2  | 1-0  | –––– | 0-0  | 1-2  | 3-3  | 2-1  | 2-2  |
| Sambiase           | 4-0  | 3-0  | 2-2  | 1-0  | 1-3  | 2-1  | 0-0  | 1-2  | 3-1  | 3-2  | 5-0  | –––– | 1-0  | 2-1  | 1-1  | 2-0  |
| Scalea             | 0-1  | 2-2  | 0-0  | 2-2  | 2-1  | 0-3  | 1-1  | 1-1  | 2-1  | 3-1  | 2-1  | 2-0  | –––– | 2-1  | 3-0  | 1-1  |
| Siderno            | 5-1  | 0-2  | 2-1  | 2-1  | 1-0  | 0-1  | 1-0  | 2-4  | 2-4  | 1-2  | 3-0  | 2-1  | 1-1  | –––– | 3-3  | 3-2  |
| Trebisacce         | 0-1  | 0-4  | 1-0  | 2-1  | 2-1  | 2-1  | 2-1  | 5-3  | 5-5  | 4-1  | 3-1  | 2-1  | 1-0  | 1-0  | –––– | 2-0  |
| Vigor Lamezia      | 1-0  | 3-1  | 3-2  | 2-0  | 1-0  | 0-2  | 4-0  | 1-1  | 1-0  | 0-1  | 7-1  | 1-1  | 2-2  | 0-0  | 2-1  | –––– |

## Spareggi

### Play-off
I play-off non si disputano a causa di un distacco maggiore di nove punti fra la seconda e la terza classificata.

La Cittanovese accede agli spareggi nazionali.

### Play-out

#### Semifinali
| Squadra 1          | Risultato  | Squadra 2 |
| ------------------ | ---------- | --------- |
| Reggiomediterranea | 1-0 d.t.s. | Cutro     |
| Corigliano         | 4-3 d.t.s. | Sambiase  |

## Verdetti finali
- Isola Capo Rizzuto promossa in Serie D 2017-2018.
- Roggiano, Sambiase, Corigliano e Cutro retrocesse in Promozione 2017-2018.